# 水戸市立第一中学校
水戸市立第一中学校　(みとしりつだいいちちゅうがっこう)　は、茨城県水戸市の東原町にある公立中学校。
開校当時は旧37部隊兵舎を一部改造して仮教室として利用していた。

## 概要
- 生徒数 401人 (2013年現在)

## 沿革
水戸高等学校の旧東原校地の南半分に設立された。
- 昭和23年
  - 3月26日：新学区制により、新荘・常磐の両小学校に併設されていた両中学校を合併して水戸市立第一中学校が誕生した。職員、大畠章校長以下26名、生徒611人。
  - 6月25日：水戸市立第一中学校父母と先生の会を設立。
  - 10月23日：開校記念式典を挙行。以降この日が創立記念日となる。
- 昭和24年
  - 6月13日：茨城大学の校舎改造の都合により、2年生の全学級を旧42部隊兵舎へ移転し、二ヶ所に分けて授業を行う。
  - 9月2日：1年・3年の全学級を旧42部隊兵舎跡教室に移転。
- 昭和25年
  - 12月17日：旧制水戸高等学校の跡地に新校舎を建設し、新築落成式を挙行。
- 昭和27年
  - 校歌完成。
    - 作詞は国語学者の金田一京助、作曲は高木東六。
    - なお、校歌の一節「すこやかに　たのしく　きよく」はその後校訓となった。
- 昭和52年
  - 新校舎（現校舎）完成。

## 部活動
- 野球部
- サッカー部
- バスケットボール部
- ソフトテニス部
- 卓球部
- 剣道部
- バレーボール部
- 吹奏楽部（東日本学校吹奏楽大会に2回出場[1][2][注釈 1]）
- 美術部

## 交通アクセス
- 東日本旅客鉄道 (JR東日本) 常磐線　水戸駅より徒歩40分(3.2km)